# Спориш Беллярді
Спориш Беллярді, спориш Беллардьє (Polygonum bellardii) — вид рослин родини гречкові (Polygonaceae), поширений у південній Європі, Азії, Північній Африці.

## Опис
Однорічна трава до 10–30 см завдовжки. Стебла висхідні, від основи розгалужені, з тоненькими гілочками. Листки більш-менш однакові, лінійно-ланцетні або вузько-лінійні, поступово загострені, 1–3 см завдовжки. Листочки оцвітини з червоними або білими краями. Горішки з вузенькими ланцетними гранями.

## Поширення
Поширений у південній Європі, Азії, Північній Африці; інтродукований у північніші частини Європи.
В Україні вид зростає на полях, вигонах — в правобережних р-нах Полісся й Лісостепу.